# Кршље
Кршље је насељено мјесто у општини Нови Град, Република Српска, БиХ. Према попису становништва из 1991. у насељу је живјело 632 становника.

## Географија
Село се налази у Босанској крајини. Удаљено је од Новог Града око 25 километара. Састоји се од четири засеока: Аврамовић, Осредак, Буковица и Брда Бјељчева. Највећи водени токови у селу су рјечице Велика Јапра и Мала Јапра које се спајају и заједно чине Јапру. Највећи водени ток чији су и извор и ушће у селу је поток Буковица. Надморска висина села је негдје између 150 и 300 метара.
Сусједна села су: Чађавица, Ведовица, Мала Новска Рујишка, Ћеле, Горњи Агићи, Доњи Агићи, Хозићи и Сухача.

## Историја
У насељу се налази градина из римског периода.

## Становништво
| Националност       | 1991. | 1981. | 1971. | 1961. |
| Срби               | 620   | 698   | 959   | 974   |
| Муслимани          | 10    | 19    | 19    |       |
| Југословени        | 1     | 12    |       | 26    |
| Хрвати             | 2     | 1     | 1     |       |
| остали и непознато |       |       |       |       |
| Укупно             | 633   | 730   | 979   | 1.000 |

| Демографија | Демографија | Демографија |
| Година      | Становника  | Становника  |
| ----------- | ----------- | ----------- |
| 1948.       | 907         |             |
| 1953.       | 954         |             |
| 1961.       | 1.000       |             |
| 1971.       | 979         |             |
| 1981.       | 730         |             |
| 1991.       | 633         |             |

## Привреда
У Кршљама живи око 600 становника који се претежно баве пољопривредом, чија је главна грана земљорадња, сточарство и воћарство. У селу се налази само једна продавнице мјешовите робе СТР „Божо“ и један кафе бар: Кафе бар „Ивана“. Број становника овог села који се налазе у сталном раднм односу је веома мали. Један од ријетких је предсједник Српске радикалне странке Републике Српске др Миланко Михајлица, који истина не живи у Кршљама, али је поријеклом из овог села.
До центра села постоји асфалтни пут ширине 3-5 метара. Аутобуси за Нови Град саобраћају само радним даном и то обично ујутро између 6:30 и 7 часова. Из Новог Града аутобуси према Кршљама саобраћају обично у поподневним часовима између 14 и 14:30. Викендом нема аутобуских линија. Аутобуске линије одржава предузеће за превоз путника и робе „Козарапревоз“ А. Д. Нови Град. Село нема фиксну телефонију, али тај проблем преброђен је бежичном и моблном телефонијом. Репетитор се налази на Црном Врху — на тромеђи села Кршље, Мала Новска Рујишка и Ћеле.

## Култура
У центру села, 700 метара од школе налази се храм Српске православне цркве посвећен Св. Ћирилу и Методију. Нова црква је
завршена и освештана 28.08.2014. године на празник Велика Госпојина, а кумови цркве били су Миланко Михајлица, Момир Радош и Миле Дошан.

## Образовање
У центру села се налази основна школа у којој наставу похађају ученици до петог разреда. Она је једна од подручних школа Основне школе „Бранко Ћопић“ из Доњих Агића. Ученици старијих разреда основне школе похађају наставу у сусједним селима М. Н. Рујишка (Основна школа „Свети Сава“ Нови Град) и Доњи Агићи. Ученици средњих школа похађају наставу у Новом Граду у Гимназији „Петар Кочић“ и Средњој школи „Ђура Радмановић“.